# Thiéry (Alpes-Maritimes)
Pour l’article ayant un titre homophone, voir Thierry.
Pour les articles homonymes, voir Thiéry.
Thiéry (en occitan Tièri) est une commune française située dans le département des Alpes-Maritimes en région Provence-Alpes-Côte d'Azur.
Ses habitants sont appelés les Tubans.

## Géographie

### Localisation
Situé sur la rive gauche du Cians et en partie du bassin versant du Moyen Var, Thiéry est à 13 km de Villars-sur-var et 65 km de Nice.

### Géologie et relief
La commune atteint une superficie de 2 213 ha, dont  2 197,89 hectares de forêts et milieux semi-naturels (99,99 %).

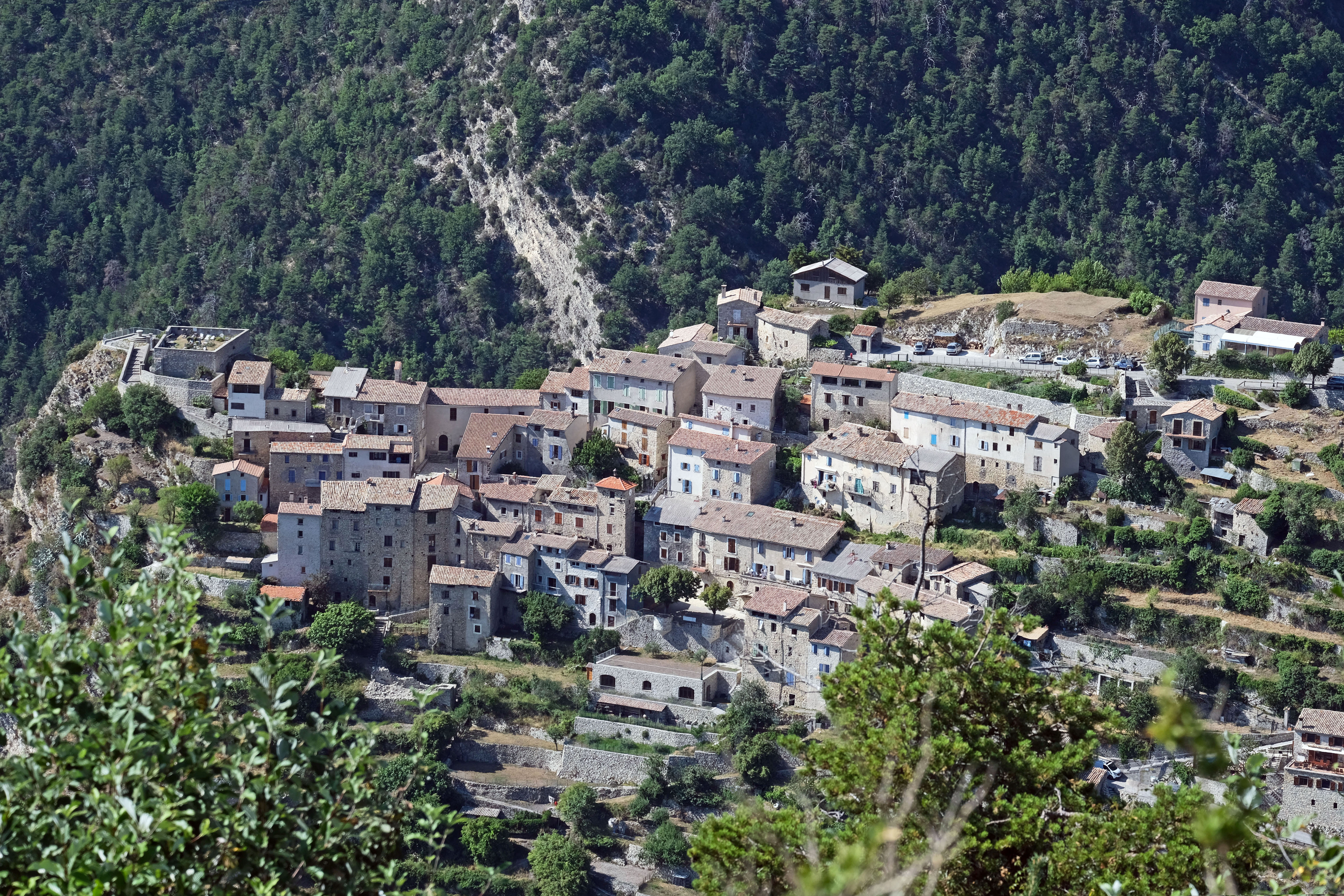
Vue du village depuis la piste de la Pinée.

Village perché culminant à 1 050 mètres d'altitude, Thiéry est un village alpin placé au centre d'un cirque montagneux boisé. La cité, car autrefois il y avait un château, est un site pittoresque perché en sentinelle sur un éperon rocheux.
La commune de Thiéry domine la vallée du Var, les gorges du Cians, la vallée de l’Arzilagne et le vallon de Thiéry.

### Hydrographie et les eaux souterraines
Le ruisseau de l'Arzilagne, s’écoulant en contrebas de Thiéry, se termine en une cascade vertigineuse de 110 mètres de chute d’eau. Cela lui vaut d’ailleurs la quatrième place des plus hautes cascades d’Europe. On peut apercevoir furtivement la partie haute de cette cascade à partir de la route des gorges du Cians qui conduit à la station de Beuil-Valberg.

### Climat
Pour des articles plus généraux, voir Climat de Provence-Alpes-Côte d'Azur et Climat des Alpes-Maritimes.
En 2010, le climat de la commune est de type climat des marges montargnardes, selon une étude du Centre national de la recherche scientifique s'appuyant sur une série de données couvrant la période 1971-2000. En 2020, Météo-France publie une typologie des climats de la France métropolitaine dans laquelle la commune est exposée à un climat de montagne ou de marges de montagne et est dans la région climatique  Var, Alpes-Maritimes, caractérisée par une pluviométrie abondante en automne et en hiver (250 à 300 mm en automne), un très bon ensoleillement en été (fraction d’insolation > 75 %), un hiver doux (8 °C) et peu de brouillards. 
Pour la période 1971-2000, la température annuelle moyenne est de 10,3 °C, avec une amplitude thermique annuelle de 15,6 °C. Le cumul annuel moyen de précipitations est de 1 043 mm, avec 5,6 jours de précipitations en janvier et 5,6 jours en juillet. Pour la période 1991-2020, la température moyenne annuelle observée sur la station météorologique de Météo-France la plus proche, « Ascros », sur la commune d'Ascros à 6 km à vol d'oiseau, est de 10,8 °C et le cumul annuel moyen de précipitations est de 930,1 mm. 
La température maximale relevée sur cette station est de 34,4 °C, atteinte le 18 juillet 2023 ; la température minimale est de −10,7 °C, atteinte le 28 février 2018,,. 
Les paramètres climatiques de la commune ont été estimés pour le milieu du siècle (2041-2070) selon différents scénarios d'émission de gaz à effet de serre à partir des nouvelles projections climatiques de référence DRIAS-2020. Ils sont consultables sur un site dédié publié par Météo-France en novembre 2022.

### Voies de communications et transports

#### Voies routières
Pour accéder au village de Thiery, il y a une seule route qui part de Villars-sur-Var d'une longueur de 13 kilomètres. La route est étroite et, par certains endroits, elle peut être dangereuse.

#### Transports en commun
- Transport en Provence-Alpes-Côte d'Azur
- Les cars Lignes d'Azur[9].

#### Chemins de fer
- La commune de Villars-sur-Var est desservie par la ligne Nice - Digne des Chemins de fer de Provence (plus connue sous le nom du « Train des Pignes »)[10].
- Gare du train des Pignes[11].

## Urbanisme
Carte communale en élaboration ou en révision.

### Typologie
Au 1er janvier 2024, Thiéry est catégorisée commune rurale à habitat très dispersé, selon la nouvelle grille communale de densité à 7 niveaux définie par l'Insee en 2022.
Elle est située hors unité urbaine. Par ailleurs la commune fait partie de l'aire d'attraction de Nice, dont elle est une commune de la couronne,. Cette aire, qui regroupe 100 communes, est catégorisée dans les aires de 200 000 à moins de 700 000 habitants,.

### Occupation des sols
L'occupation des sols de la commune, telle qu'elle ressort de la base de données européenne d’occupation biophysique des sols Corine Land Cover (CLC), est marquée par l'importance des forêts et milieux semi-naturels (100 % en 2018), une proportion identique à celle de 1990 (100 %). La répartition détaillée en 2018 est la suivante : 
forêts (82,4 %), milieux à végétation arbustive et/ou herbacée (12,4 %), espaces ouverts, sans ou avec peu de végétation (5,2 %).
L'évolution de l’occupation des sols de la commune et de ses infrastructures peut être observée sur les différentes représentations cartographiques du territoire : la carte de Cassini (XVIIIe siècle), la carte d'état-major (1820-1866) et les cartes ou photos aériennes de l'IGN pour la période actuelle (1950 à aujourd'hui).

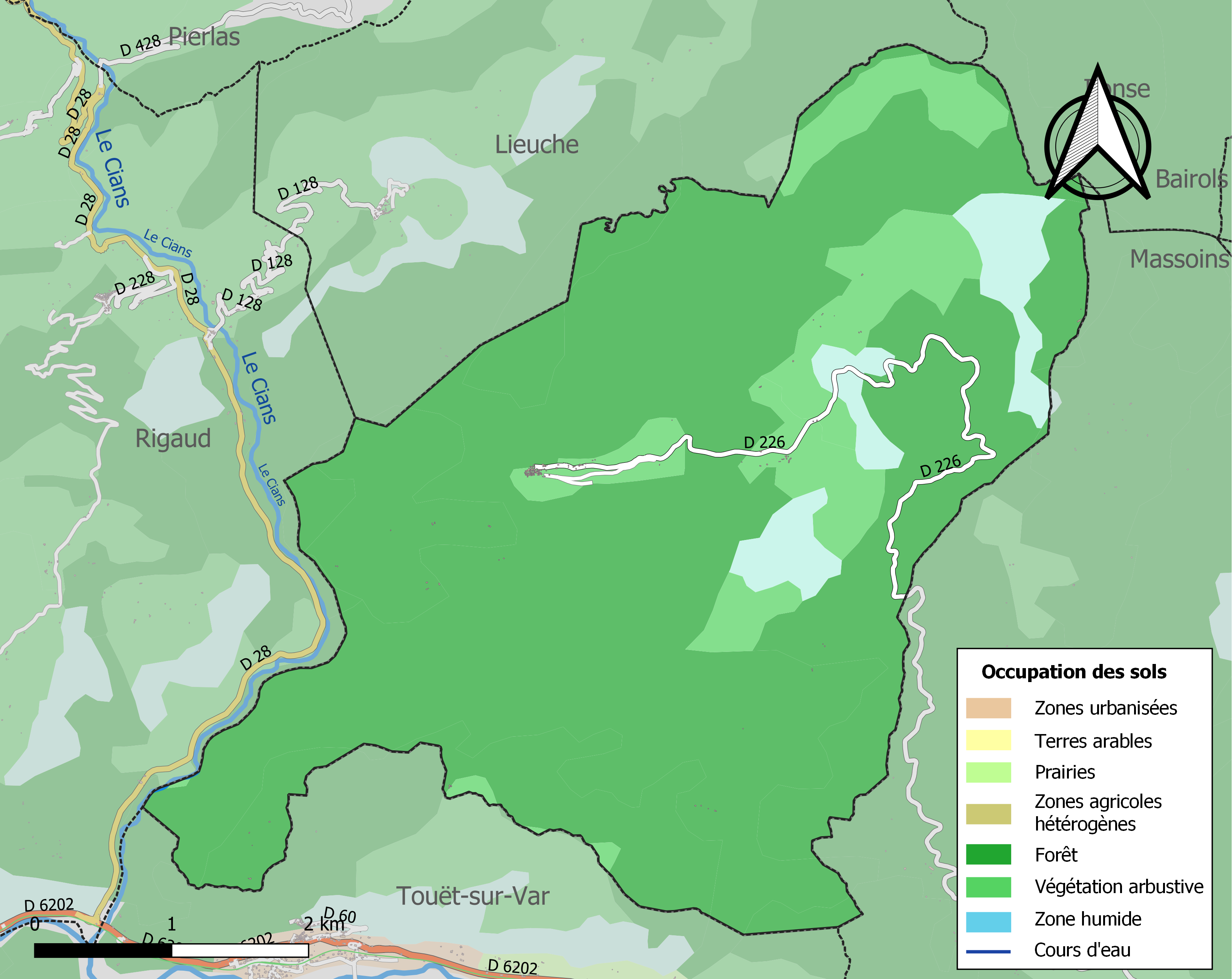
Carte de l'occupation des sols de la commune en 2018 (CLC).

## Histoire
Le village de Thiéry, d’après sa célèbre légende, aurait été la proie des flammes à plusieurs reprises et les pierres noircies des murs en sont un témoignage frappant. Le mot « tubans » vient de « tubassine » qui signifie épaisse fumée en patois local. En effet, autrefois, les paysans éclairaient leur maison à l'aide de torches de bois résineux appelés « lumés », lesquels occasionnaient de fortes et épaisses fumées grasses. Celles-ci enfumaient l'intérieur des maisons et, par la même occasion, les habitants. Ceci explique alors l'appellation « Village des Tubans » qui signifie en réalité « Village des Enfumés ».
Pendant de nombreuses années, le village de Thiéry a été le grenier à blé du canton. En effet, c'était ici que l'on trouvait le meilleur grain et les champs de blé se retrouvaient essentiellement aux alentours du village (depuis le fond du vallon de Thiéry, en passant par la gorge jusqu'au col d'Astier et également à la Villa-Soubère). Un dicton célèbre illustrait bien cet état de fait : il était aussi difficile de trouver Thiéry sans grains que Villars sans vin !

## Politique et administration
| Période                                  | Période  | Identité            | Étiquette | Qualité |
| ---------------------------------------- | -------- | ------------------- | --------- | ------- |
| Les données manquantes sont à compléter. |          |                     |           |         |
| 15 mai 1904                              |          | Toussaint Cagnol    |           |         |
| 17 mai 1908                              |          | Dominique Cagnol    |           |         |
| 21 mars 1918                             |          | Baptistin Cagnol    |           |         |
| 8 décembre 1919                          |          | François Gastaud    |           |         |
| 17 mai 1925                              |          | Marius Aubert       |           |         |
| 24 décembre 1933                         |          | Toussaint Cagnol    |           |         |
| 19 mai 1935                              |          | François Gastaud    |           |         |
| 16 novembre 1944                         |          | Léopold Cagnol      |           |         |
| 2 octobre 1966                           |          | Marcel Raspini      |           |         |
| 20 mars 1977                             |          | Fernand Amision     |           |         |
| 16 juin 1994                             |          | Eugène-Élie Cagnol  |           |         |
| 4 juillet 1994                           | 2020     | Jean-Marie Aubert   | DVD       | Employé |
| 2020                                     | En cours | Thierry Grandbouche |           |         |

### Budget et fiscalité 2023
En 2023, le budget de la commune était constitué ainsi :
- total des produits de fonctionnement : 160 000 €, soit 1 457 € par habitant ;
- total des charges de fonctionnement : 110 000 €, soit 997 € par habitant ;
- total des ressources d'investissement : 58 000 €, soit 525 € par habitant ;
- total des emplois d'investissement : 66 000 €, soit 603 € par habitant ;
- endettement : 48 000 €, soit 436 € par habitant.

Avec les taux de fiscalité suivants :
- taxe d'habitation : 11,73 % ;
- taxe foncière sur les propriétés bâties : 19,10 % ;
- taxe foncière sur les propriétés non bâties : 41,35 % ;
- taxe additionnelle à la taxe foncière sur les propriétés non bâties : 0,00 % ;
- cotisation foncière des entreprises : 0,00 %.

Chiffres clés Revenus et pauvreté des ménages en 2021 : médiane en 2021 du revenu disponible, par unité de consommation.

## Population et société

### Démographie

#### Évolution démographique
L'évolution du nombre d'habitants est connue à travers les recensements de la population effectués dans la commune depuis 1793. Pour les communes de moins de 10 000 habitants, une enquête de recensement portant sur toute la population est réalisée tous les cinq ans, les populations de référence des années intermédiaires étant quant à elles estimées par interpolation ou extrapolation. Pour la commune, le premier recensement exhaustif entrant dans le cadre du nouveau dispositif a été réalisé en 2004.

En 2022, la commune comptait 100 habitants, en évolution de −6,54 % par rapport à 2016 (Alpes-Maritimes : +2,85 %, France hors Mayotte : +2,11 %).
| 1793 | 1800 | 1806 | 1822 | 1838 | 1848 | 1858 | 1861 | 1866 |
| ---- | ---- | ---- | ---- | ---- | ---- | ---- | ---- | ---- |
| 250  | 262  | 286  | 273  | 260  | 250  | 217  | 229  | 223  |

| 1872 | 1876 | 1881 | 1886 | 1891 | 1896 | 1901 | 1906 | 1911 |
| ---- | ---- | ---- | ---- | ---- | ---- | ---- | ---- | ---- |
| 217  | 226  | 229  | 256  | 195  | 212  | 203  | 190  | 195  |

| 1921 | 1926 | 1931 | 1936 | 1946 | 1954 | 1962 | 1968 | 1975 |
| ---- | ---- | ---- | ---- | ---- | ---- | ---- | ---- | ---- |
| 192  | 156  | 129  | 119  | 66   | 55   | 50   | 57   | 58   |

| 1982 | 1990 | 1999 | 2004 | 2006 | 2009 | 2014 | 2019 | 2022 |
| ---- | ---- | ---- | ---- | ---- | ---- | ---- | ---- | ---- |
| 71   | 83   | 93   | 96   | 101  | 102  | 102  | 110  | 100  |

### Enseignement
Établissements d'enseignements :
- Écoles maternelles et primaires à Touët-sur-Var, Villars-sur-Var,
- Collèges à Puget-Théniers, Saint-Sauveur-sur-Tinée,
- Lycée à Valdeblore.

### Santé
Professionnels et établissements de santé :
- Médecins à Villars-sur-Var, Puget-Théniers,
- Pharmacies à Entrevaux, Gilette,
- Hôpitaux à Villars-sur-Var, Puget-Théniers.

### Cultes
- Culte catholique, Paroisse Notre-Dame du Var, Puget-Théniers, Touët-sur-Var[26], Diocèse de Nice.

## Économie

### Entreprises et commerces

#### Agriculture
- Cultures en terrasses[27].
- Élevage ovin et caprin.

#### Tourisme
- L’auberge communale[28].
- Gîtes.
- Restaurants à Villars-sur-Var.

#### Commerces
- Commerces de proximité à Touët-sur-Var, Puget-Théniers, Villars-sur-Var.

## Culture locale et patrimoine

### Lieux et monuments

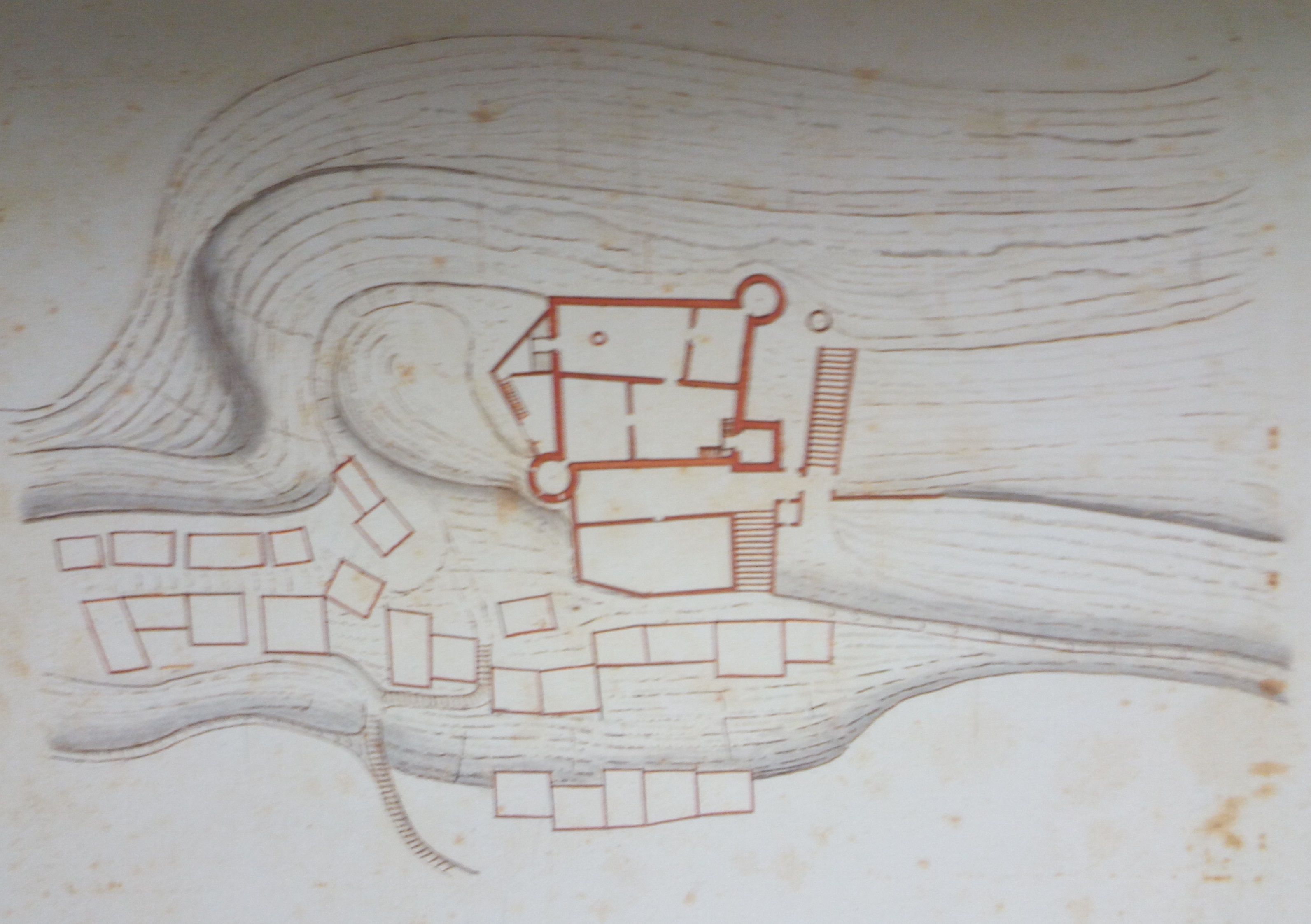
Plan du château de Thiéry vers 1650 par Carlo Morello.

- La place des Tubans[29],
- L'église Saint-Martin[30].

Tableau : Mort de saint Joseph (la).
- Chapelles :
  - Chapelle Saint-Roch[32],
  - Chapelle de La Madone[33],
  - Chapelle Saint Antoine de Padoue[34],
  - Chapelle Saint Jean[35],
  - Ruines chapelle Sainte-Elisabeth[36]
- La table d'orientation avec vue panoramique sur les gorges du Cians,
- Vestiges du château de Thiéry[37],
- Le beffroi[38].
- Le patrimoine rural : Four à pain, La roue du Moulin à farine de l’Arzilagne, fontaine-lavoir.
- Plaque commémorative[39]. Conflits commémorés : 1914-1918 - 1939-1945[40].

### Personnalités liées à la commune
- Honoré Claret Ponzone, noble niçois, Honoré Claret Ponzone, dont la famille conserva le fief jusqu’à la Révolution[41].

### Héraldique
| Blason de Thiéry | Blason  | Fuselé d’argent et de gueules à la tour d’or maçonnée de sable brochant sur le tout. |
| Blason de Thiéry | Détails | Le statut officiel du blason reste à déterminer.                                     |